# Cesta kolem hornického města
Cesta kolem hornického města je naučná stezka na území města Rudolfov a obcí Jivno a Hlincová Hora v Lišovském prahu, východně od Českých Budějovic.

## Popis a historie
Stezka nahradila stezku Rudolfovo město, která vedla po stejné trase od roku 1990. Koncem roku 2013 rekonstruovaná Cesta kolem hornického města přinesla obnovu poničených naučných panelů, změnu jejich vzhledu a především více informací. Naučná stezka navazuje na sbírky a aktivity Hornického muzea v Rudolfově a je zaměřena na málo známou historii Rudolfova a bezprostředního okolí, přičemž hlavním tématem je hornictví. Stezka měří 5 km, začíná i končí v Rudolfově a je značena žlutými turistickými značkami.

## Stanoviště
1. Dvojpanel Příběh hornického města a Boj o protestantský kostel
2. Vítejte ve městě císaře Rudolfa
3. Perkmistrovský dům
4. Doly a lidé
5. Jádro hornického města
6. Úpadek a pád Svobodného horního města císaře Rudolfa
7. Mizející báňská díla
8. Vodní náhon na důl Třešeň
9. Rybník Mrhal
10. Soustava sběrných stok
11. Děkanský les a příroda v okolí Rudolfova
12. Zámeček Lustenek

## Další fotografie

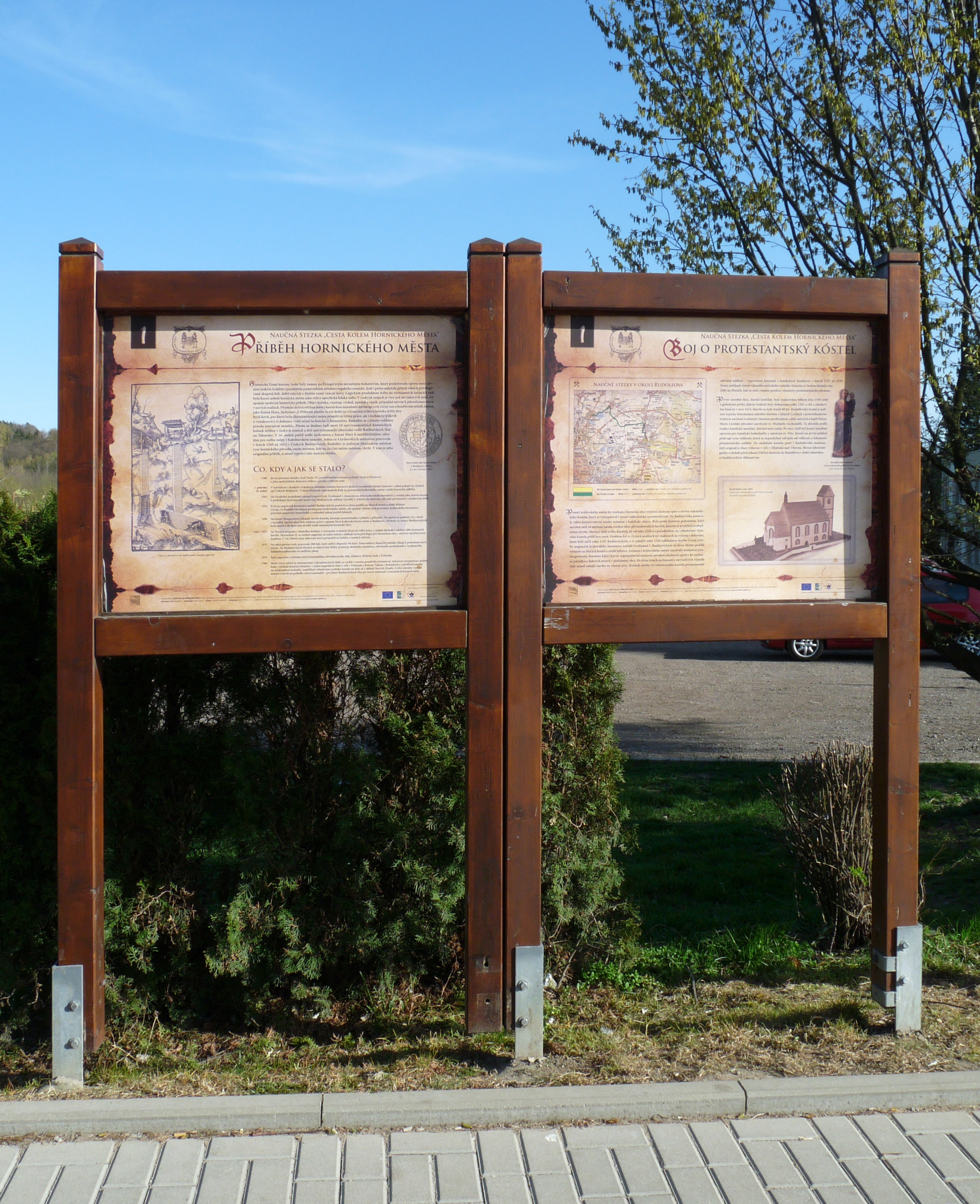
Dvojpanel na začátku stezky
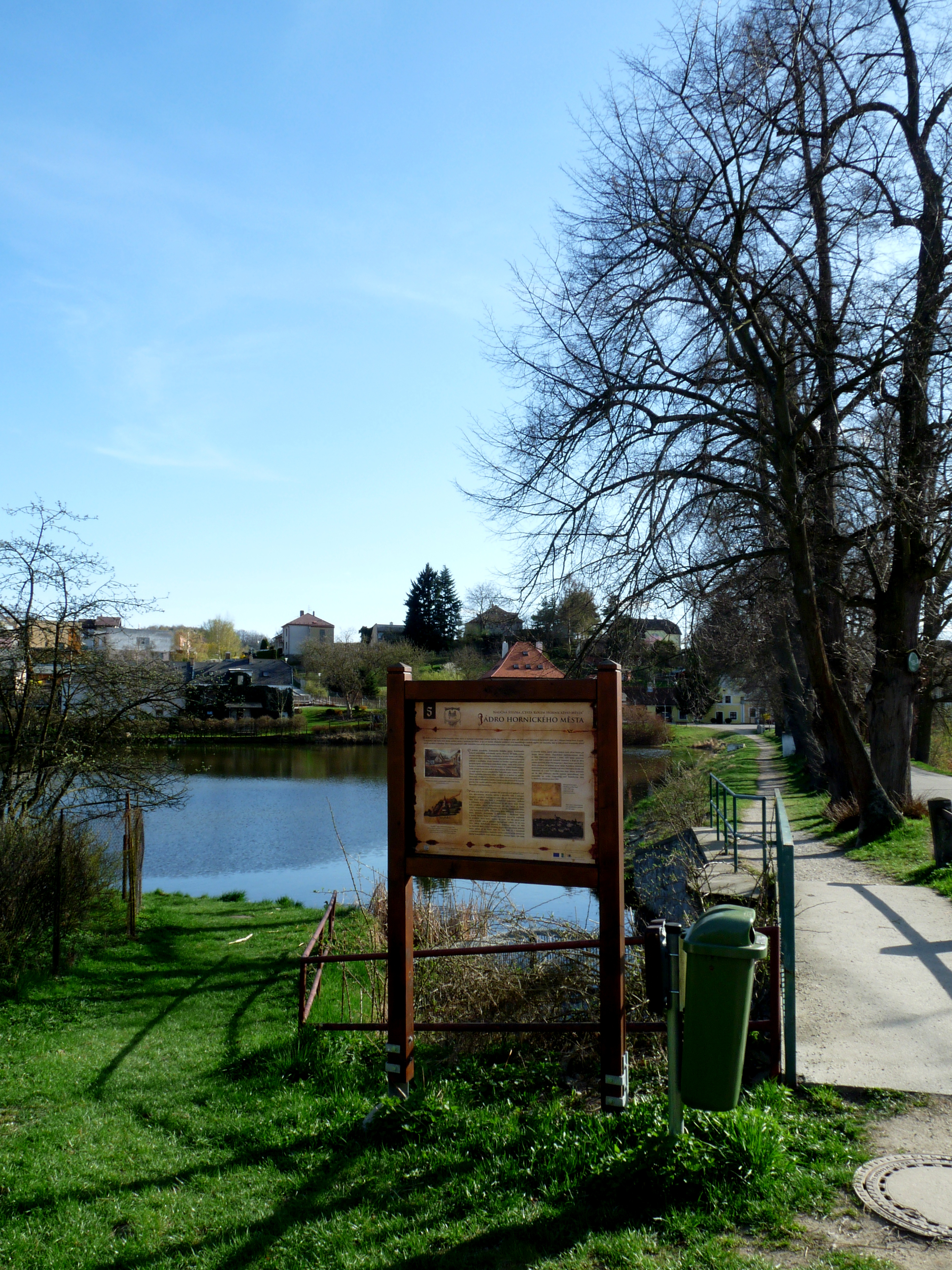
Stanoviště č. 5 u Královského rybníka
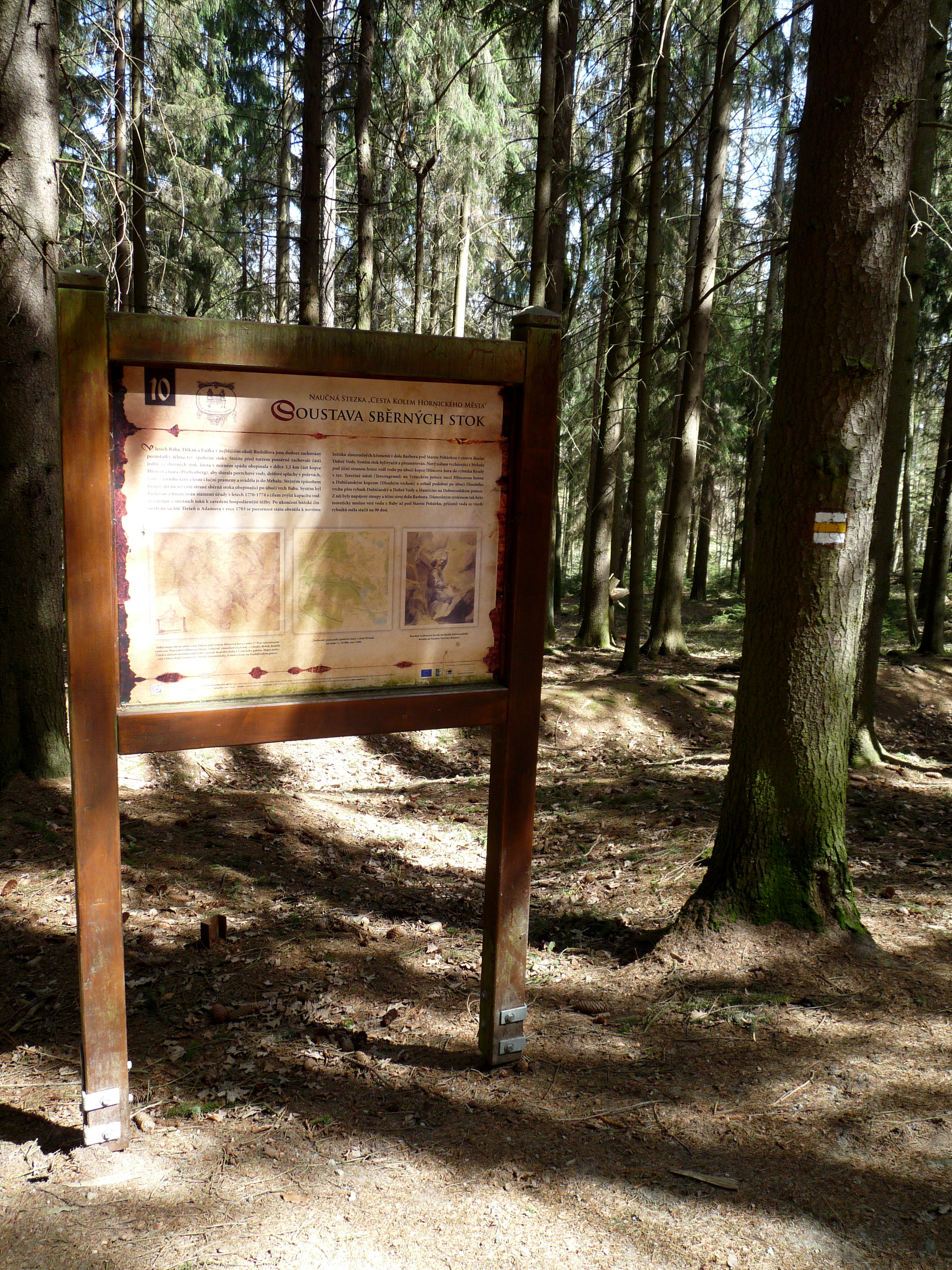
Stanoviště č. 10